# Amonardia phyllopus
Amonardia phyllopus är en kräftdjursart som först beskrevs av Georg Ossian Sars 1906.  Amonardia phyllopus ingår i släktet Amonardia och familjen Miraciidae. Inga underarter finns listade i Catalogue of Life.